# وودفيل مقاطعة كالوميت (ويسكونسن)
وودفيل، مقاطعة كالوميت (بالإنجليزية: Woodville, Calumet County, Wisconsin)‏ هي بلدة تقع بولاية ويسكونسن في الولايات المتحدة. تبلغ مساحتها 85.2 (كم²)، وترتفع عن سطح البحر 250 م، بلغ عدد سكانها 993 نسمة في عام 2000 حسب إحصاء مكتب تعداد الولايات المتحدة وتصل الكثافة السكانية فيها 11.7 نسمة/كم2.

## وصلات خارجية
- The US50 - Cities and Towns in Wisconsin State
- Wisconsin Cities and Towns, Facts, Map, Flag, Colleges, Government, and More